# Katakwi (district)
Le district de Katakwi est un district d'Ouganda. Sa capitale est Katakwi.

## Histoire
Ce district a été créé en 1997 par séparation de celui de Soroti. En juin 2005, il a été amputé de sa partie ouest, devenue le district d'Amuria.